# Independence (contea di Beaver)
Independence  è una township degli Stati Uniti d'America, nella contea di Beaver nello Stato della Pennsylvania. Secondo il censimento del 2000 la popolazione è di 2.802 abitanti.

## Società

### Evoluzione demografica
La composizione etnica vede una prevalenza della razza bianca (97,82%) seguita da quella afroamericana (0,18%), dati del 2000.
| township di Independence Popolazione |       |
| 2000                                 | 2.802 |
| Stima al 2009                        | 2.688 |